# Sarah Polley

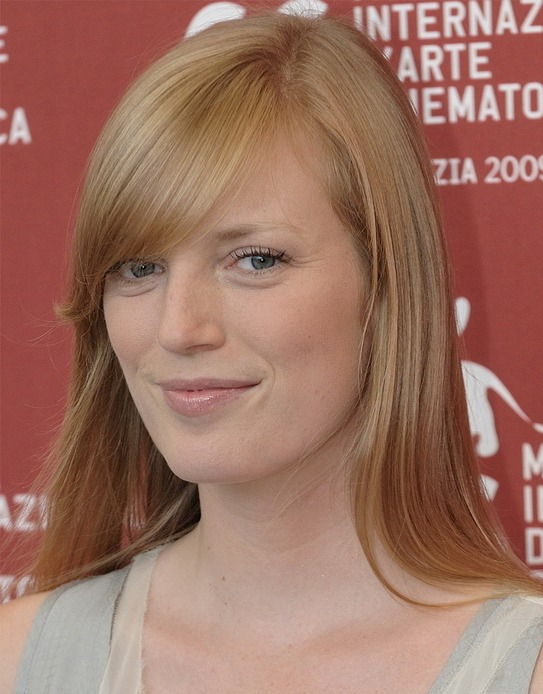
Sarah Polley bei den 66. Filmfestspielen von Venedig 2009

Sarah Ellen Polley OC (* 8. Januar 1979 in Toronto, Ontario) ist eine kanadische Schauspielerin, Filmregisseurin und Drehbuchautorin. 2023 wurde sie mit dem Oscar für das beste adaptierte Drehbuch für ihren Film Die Aussprache ausgezeichnet.

## Leben und Karriere
Sarah Polley hat vier ältere Geschwister. Ihre Eltern, Diane und Michael, waren Schauspieler, was ihr schon als Kind erste Rollen einbrachte. Bereits im Alter von vier Jahren trat sie in dem Disney-Film Wenn Träume wahr wären (1985) auf. Mit neun Jahren spielte sie in Die Abenteuer des Baron Münchhausen (1988), einem Film von Terry Gilliam. Mit zehn hatte sie eine Rolle in dem Fernsehfilm Die Macht eines Kindes (1990). Kurz nach ihrem elften Geburtstag starb ihre Mutter an Krebs.
Polley widmete sich bevorzugt Independent-Filmen. Mehrfach drehte sie mit Atom Egoyan, dessen Oscar-nominierter Film Das süße Jenseits (1997) ihr den Durchbruch brachte. Danach war sie in Filmen von David Cronenberg, Michael Winterbottom, Isabel Coixet und Wim Wenders zu sehen. Dawn of the Dead (2004), das Remake des Klassikers Zombie von George A. Romero, war ihr erster großer Hollywood-Film.
2006 gab Polley ihr allseits gefeiertes Regiedebüt mit dem Kinofilm An ihrer Seite, zu dem sie auch das Drehbuch verfasste. Der Film erlebte bei der Berlinale 2007 in der Sektion Panorama seine Deutschlandpremiere und lief am 6. Dezember 2007 in den deutschen Kinos an. Im selben Jahr wurde sie in die Wettbewerbsjury der 60. Filmfestspiele von Cannes berufen. Der Film war der Beginn der Zusammenarbeit mit dem Kameramann Luc Montpellier.
2017 wurde die von ihr entwickelte Serie Alias Grace veröffentlicht. Als Regisseurin ist sie an der Serie Hey Lady! (2020) beteiligt. 2022 veröffentlichte sie ihren dritten Spielfilm Die Aussprache.
Polley veröffentlichte 2022 das autobiografische Buch Run Towards the Danger: Confrontations With a Body of Memory. Hierin berichtet sie über ihre negativen Erlebnisse im Filmgeschäft und welche Auswirkungen diese bis in die Gegenwart haben.
Polley war in erster Ehe von 2003 bis 2008 mit dem Filmeditor David Wharnsby verheiratet. Im August 2011 heiratete sie den Rechtsanwalt David Sandomierski; 2012 kam eine gemeinsame Tochter zur Welt.

## Filmografie (Auswahl)
- 1985: Wenn Träume wahr wären (One Magic Christmas)
- 1987: Chicago Blues (The Big Town)
- 1988–1989: Ramona (Fernsehserie, 10 Folgen)
- 1988: Die Abenteuer des Baron Münchhausen (The Adventures of Baron Munchhausen)
- 1990–1996: Das Mädchen aus der Stadt (Road To Avonlea, Fernsehserie, 64 Folgen)
- 1990: Die Macht eines Kindes (Lantern Hill)
- 1994: Exotica
- 1997: Das süße Jenseits (The Sweet Hereafter)
- 1997: The Hanging Garden
- 1998: Jerry and Tom
- 1998: Last Night
- 1999: Das Mädchen und der Fotograf (Guinevere)
- 1999: eXistenZ
- 1999: Go
- 2000: Das Gewicht des Wassers (The Weight of Water)
- 2000: Das Reich und die Herrlichkeit (The Claim)
- 2003: Mein Leben ohne mich (Mi vida sin mí)
- 2004: The I Inside – Im Auge des Todes (The I Inside)
- 2004: Dawn of the Dead
- 2005: Das geheime Leben der Worte (La Vida Secreta De Las Palabras)
- 2005: Don’t Come Knocking
- 2005: Beowulf & Grendel
- 2006: An ihrer Seite (Away From Her, Regie und Drehbuch)
- 2008: John Adams – Freiheit für Amerika (John Adams, Miniserie)
- 2009: Mr. Nobody
- 2009: Splice – Das Genexperiment (Splice)
- 2010: Trigger
- 2011: Take This Waltz (Regie und Drehbuch)
- 2013: Stories We Tell (Dokumentarfilm; Regie und Drehbuch)
- 2017: Alias Grace (Fernsehserie, Drehbuch)
- 2020: Hey Lady! (Fernsehserie, Regie)
- 2022: Die Aussprache (Women Talking, Regie und Drehbuch)

## Auszeichnungen (Auswahl)
Chlotrudis Awards
- 1998: nominiert als Beste Schauspielerin für Das süße Jenseits
- 2000: nominiert als Beste Schauspielerin für Go und Guinevere
- 2004: Beste Schauspielerin für Mein Leben ohne mich
- 2008: nominiert als Beste Schauspielerin für Das geheime Leben der Worte

Weitere Preise:
- 1992: Gemini Award als Nebendarstellerin in Die Macht eines Kindes.
- 1997: NBR Award mit dem Schauspielensemble aus Das süße Jenseits.
- 1998: Gemini Award für die Folge Mortifying in der Serie Straight Up
- 2003: Genie Award für I Shout Love
- 2004: Genie Award als Hauptdarstellerin für Mein Leben ohne mich
- Beim Goya 2004 nominiert als Beste Hauptdarstellerin für Mein Leben ohne mich
- Beim Europäischen Filmpreis 2006 nominiert als Beste Darstellerin für The Secret Life of Words
- Bei den Academy Awards 2008 Oscar-Nominierung für das Drehbuch von An ihrer Seite
- 2007: „DGC Craft Award“ der Directors Guild of Canada für die Regie bei einem Spielfilm für An ihrer Seite
- 2007: „WGC Award“ der Writers Guild of Canada für das Buch bei einem Spielfilm für An ihrer Seite
- 2008: Claude Jutra Award für An ihrer Seite
- 2008: sechs Genie Awards für An ihrer Seite, einschließlich beste Regie, bester Film und bestes adaptiertes Drehbuch
- 2013: New York Film Critics Circle Award für Stories We Tell (Bester Dokumentarfilm)
- 2013: National Board of Review Award für Stories We Tell (Bester Dokumentarfilm)
- 2023: Oscar für das Drehbuch von Die Aussprache

## Werke
- Run Towards the Danger: Confrontations with a Body of Memory. Penguin, New York 2022, ISBN 978-0-593-30036-7.